# Soltszentimre
Soltszentimre é um município da Hungria, situado no condado de Bács-Kiskun. Tem 44,49 km² de área e sua população em 2015 foi estimada em 1.284 habitantes.